# Medasina cervina
Medasina cervina là một loài bướm đêm trong họ Geometridae.